# (72623) 2001 FK26
(72623) 2001 FK26 – planetoida z pasa głównego asteroid okrążająca Słońce w ciągu 5,23 lat w średniej odległości 3,01 j.a. Odkryta 18 marca 2001 roku.